# Emil Danielsson
Emil Danielsson, född 5 september 1997, är en svensk friidrottare (medeldistans- och långdistanslöpning) tävlande för Spårvägens FK. Han vann SM-guld på 5 000 meter utomhus och på 1 500 meter inomhus år 2023. Han är son till den tidigare  långdistanslöparen Jonny Danielsson.
Danielsson innehar det svenska rekordet på en engelsk mil inomhus som han noterade i februari 2023 vid en tävling i Ostrava i Tjeckien.

## Personliga rekord
| Utomhus - 800 meter – 1.50,40 (Sollentuna 8 juli 2023) - 1 500 meter – 3.34,16 (Budapest, Ungern 20 augusti 2023) - 2 000 meter – 5.06,11 (Sollentuna 10 augusti 2020) - 3 000 meter – 7.39,70 (Stockholm 2 juli 2023) - 5 000 meter – 13.13,43 (Göteborg 18 juni 2023) - 10 000 meter – 28.58,61 (Walnut, USA 14 april 2022) - 5 km landsväg – 14.00 (Armagh, Storbritannien 13 februari 2020) - 10 km landsväg – 28.57 (Madrid, Spanien 31 december 2019) | Inomhus - 800 meter – 1.56,07 (Albuquerque, USA 21 januari 2017) - 1 500 meter – 3.40,94 (Malmö 19 februari 2023) - 1 engelsk mil – 3.57,28 (Ostrava, Tjeckien 2 februari 2023) 0NR0 - 3 000 meter – 7.48,23 (Manchester, Storbritannien 28 januari 2023) |